# Dendrophryinae
Dendrophryinae es una subfamilia de foraminíferos bentónicos de la familia Dendrophryidae, de la superfamilia Astrorhizoidea, del suborden Astrorhizina y del orden Astrorhizida.  Su rango cronoestratigráfico abarca desde el Pleistoceno hasta la Actualidad, aunque se ha citado en el Campaniense (Cretácico superior).

## Discusión
Clasificaciones previas incluían Dendrophryinae en la Familia Rhabdamminidae y en el suborden Textulariina del orden Textulariida.

## Clasificación
Dendrophryinae incluye a los siguientes géneros:
- Dendrophrya
- Psammatodendron
- Saccodendron
- Spiculidendron

Otro género considerado en Dendrophryinae es:
- Dendrophryna, aceptado como Psammatodendron